# Shukun-shō
Le shukun-shō (殊勲賞, lit. « prix de l'action méritoire ») est l'un des trois sanshō que peut recevoir un lutteur de sumo durant un tournoi.
Il récompense une performance exceptionnelle. Il est généralement attribué à un lutteur qui remporte son combat face à un yokozuna, ou face au gagnant du tournoi. Comme pour les deux autres sanshō, il faut que le lutteur ait une majorité de victoires pour pouvoir y prétendre, et il n'est pas rare que le shukun-shō ne soit pas attribué au cours d'un tournoi.
Depuis 1947, 127 lutteurs différents ont remporté au moins un shukun-shō, le record étant codétenu par Asashio et Kaiō, avec dix shukun-shō entre mars 1980 et mars 1983 pour le premier et entre mars 1994 et juillet 2000 pour le second.
Que le prix lui soit remis ou non, dans le cas de la victoire d'un maegashira sur un yokozuna, on parle de kinboshi (金星), et de ginboshi (銀星) lors d'une victoire sur un ōzeki.
Konishiki (en) est le lutteur ayant obtenu la kinboshi le plus tôt dans sa carrière : au bout de 14 tournois. Il est suivi par Ōsunaarashi (en), 15 tournois, qui a la particularité d'avoir remporté sa kinboshi lors de son premier tournoi en makuuchi.